# Ryan McLeod
Ryan McLeod, född 21 september 1999, är en kanadensisk professionell ishockeyforward som är kontrakterad till Edmonton Oilers i National Hockey League (NHL) och spelar för Bakersfield Condors i American Hockey League (AHL). Han har tidigare spelat för EV Zug i National League (NL) och Mississauga Steelheads och Saginaw Spirit i Ontario Hockey League (OHL).
McLeod draftades av Edmonton Oilers i andra rundan i 2018 års draft som 40:e spelare totalt.
Han är yngre bror till Michael McLeod, som spelar för New Jersey Devils i NHL.

## Statistik
| 2013–2014  | Toronto Marlboros      | GTHL       | 2   | 0  | 2   | 2   | 0   | 3  | 0  | 2  | 2  | 4  |
| 2014–2015  | Toronto Marlboros      | GTHL       | 74  | 30 | 51  | 81  | 46  | —  | —  | —  | —  | —  |
|            | Oakville Blades        | OJHL       | 2   | 0  | 0   | 0   | 0   | —  | —  | —  | —  | —  |
| 2015–2016  | Mississauga Steelheads | OHL        | 62  | 7  | 13  | 20  | 16  | 7  | 0  | 2  | 2  | 2  |
| 2016–2017  | Mississauga Steelheads | OHL        | 68  | 9  | 33  | 42  | 36  | 20 | 5  | 15 | 20 | 2  |
| 2017–2018  | Mississauga Steelheads | OHL        | 68  | 26 | 44  | 70  | 26  | 6  | 2  | 3  | 5  | 6  |
| 2018–2019  | Mississauga Steelheads | OHL        | 32  | 12 | 26  | 38  | 17  | —  | —  | —  | —  | —  |
|            | Saginaw Spirit         | OHL        | 31  | 7  | 17  | 24  | 16  | 17 | 5  | 7  | 12 | 4  |
|            | Bakersfield Condors    | AHL        | —   | —  | —   | —   | —   | 5  | 0  | 3  | 3  | 0  |
| 2019–2020  | Bakersfield Condors    | AHL        | 56  | 5  | 18  | 23  | 22  | —  | —  | —  | —  | —  |
| 2020–2021  | Edmonton Oilers        | NHL        | 1   | 0  | 0   | 0   | 0   | —  | —  | —  | —  | —  |
|            | EV Zug                 | NL         | 15  | 4  | 7   | 11  | 10  | —  | —  | —  | —  | —  |
|            | Bakersfield Condors    | AHL        | 28  | 14 | 14  | 28  | 10  | —  | —  | —  | —  | —  |
| NHL totalt | NHL totalt             | NHL totalt | 1   | 0  | 0   | 0   | 0   | —  | —  | —  | —  | —  |
| AHL        | AHL                    | AHL        | 84  | 19 | 32  | 51  | 32  | 5  | 0  | 3  | 3  | 0  |
| OHL totalt | OHL totalt             | OHL totalt | 261 | 61 | 133 | 194 | 111 | 50 | 12 | 27 | 39 | 14 |

### Internationellt
| Källa: Uppdaterad: 2021-04-27 | Källa: Uppdaterad: 2021-04-27 | Källa: Uppdaterad: 2021-04-27 |         | Utv = Utvisningsminuter | Utv = Utvisningsminuter | Utv = Utvisningsminuter | Utv = Utvisningsminuter | Utv = Utvisningsminuter |
| År                            | Lag                           | Mästerskap                    | Matcher | Mål                     | Assists                 | Poäng                   | Utv                     |                         |
| ----------------------------- | ----------------------------- | ----------------------------- | ------- | ----------------------- | ----------------------- | ----------------------- | ----------------------- | ----------------------- |
| 2016                          | Kanada                        | Ivan Hlinka                   | 4       | 0                       | 0                       | 0                       | 4                       |                         |
| Junior totalt                 | Junior totalt                 | Junior totalt                 | 4       | 0                       | 0                       | 0                       | 4                       |                         |